# Retinopatía hipertensiva
La retinopatía hipertensiva es la enfermedad caracterizada por la degeneración retiniana a causa de la hipertensión arterial. La retinopatía hipertensiva representa los hallazgos oftalmológicos de daño de órgano terminal secundaria a HTA. Estas alteraciones están estrechamente vinculadas a las cifras de presión diastólica, el tiempo de duración de la HTA, la rapidez y severidad del aumento en cifras de tensión arterial y la edad de los vasos sobre los cuales recae el fenómeno hipertensivo. Aunque su nombre indica sólo la participación de la retina, se observa también cambios tanto en la coroides como en el nervio óptico, en función de la cronicidad y la severidad de la enfermedad. La retinopatía hipertensiva es una de las pruebas del daño a órgano diana de la HTA según el Joint National Committee on Prevention, Detection, Evaluation, and Treatment of High Blood Pressure (JNC). Dentro de los lineamientos del JNC, la presencia de retinopatía es indicativa para iniciar tratamiento antihipertensivo, incluso en personas con HTA grado 1 sin evidencia de daño a órgano diana.

## Concepto
El término retinopatía hipertensiva, comprende todas las modificaciones halladas en el fondo del ojo del hipertenso: en la retina y sus vasos, en el nervio óptico y en las coroides. También puede aplicarse el término retinopatía hipertensiva maligna o retinopatía hipertensiva aguda a los cambios en la retina, sus vasos y el nervio secundarios a una elevación aguda de la presión arterial. (véase emergencia hipertensiva)

## Clasificación
|           | Signos | 1 año | 2 años | 3 años |
| --------- | --- | ----- | ------ | ------ |
| Normal    | - Sin alteraciones. |       |        |        |
| Grado I   | - Vasoconstricción arterial - Resto normal.                                                                                               | 90 %  | 70 %   | 70 %   |
| Grado II  | - Arterias contraídas, tortuosas - Reflejos luminosos aumentados - Venas distendidas con cruce arteriovenoso o normales - Resto normal.   | 88 %  | 62 %   | 54 %   |
| Grado III | - Arterias esclerosadas, tortuosas - Reflejos luminosos aumentados - Venas distendidas, hemorragias - Exudados retinianos - Papila normal | 65 %  | 22 %   | 20 %   |
| Grado IV  | - Arterias borrosas - Edema perivascular y espasmo - Venas distendidas - Hemorragias - Exudados - Papiledema.                             | 21 %  | 6 %    | 1%     |

### Clasificación de Keith - Wagener - Barker
En la actualidad se sigue utilizando la clasificación de Keith - Wagener - Barker para clasificar los efectos de la retinopatía hipertensiva y es de las más aceptadas. Establece 4 grupos de retinopatía basándose en la correlación entre los hallazgos clínicos y la supervivencia, pero presenta ciertas desventajas: Los grados III y IV no son estadios progresivos de los grados I y II. Esta clasificación no distingue adecuadamente el componente hipertensivo y arterioesclerótico de los cambios vasculares, no distingue los cambios generados por la arterioesclerosis por edad y la separación entre los distintos grados es arbitraria.

### Clasificación de la Sociedad Americana de Oftalmología
La clasificación de la Sociedad Americana de Oftalmología Clasifica la retinopatía según los tipos de HTA:
- Retinopatía de la hipertensión aguda o retinopatía angioplástica.
- Retinopatía de la hipertensión crónica.
- Hipertensión terminal maligna.
- Hipertensión aguda en glomerulonefritis.
- Hipertensión progresiva crónica en glomerulonefritis.
- Hipertensión maligna terminal en glomerulonefritis.

Esta clasificación tiene la desventaja de ser de uso clínico muy limitado, utiliza una graduación del estrechamiento arteriolar poco práctico y depende del espasmo arteriolar para su graduación, que carece de base científica.

### Clasificación de Sánchez-Salorio
La clasificación de Sánchez-Salorio identifica tanto el efecto de la arteroesclerosis por envejecimiento como los cambios secundarios a la hipertensión, así como el efecto de la hipertensión aguda y crónica sobre un árbol vascular más o menos protegido por cambios escleróticos previos.
| Esclerosis involutiva | Esclerosis involutiva                                                     | Esclerosis involutiva |
| --- | ------------------------------------------------------------------------- | --- |
| Sx. Vascular Escleroinvolutivo                                                                                                 | Paciente senil. Elevación de la PAS por arteriosclerosis                  | - Rectificación del trayecto de las arteriolas. - Ligera estrechez, ramificaciones en ángulo recto. - Pérdida de brillo de la estría sanguínea luminosa. |
| Retinopatía hipertensiva |                                                                           | |
| Sx. Vascular Esclero-hipertensivo                                                                                              | Edad adulta-senil + HTA benigna                                           | - Signos de cruce arteriovenoso - Disminución del calibre arteriolar - Alteraciones del reflejo vascular - Irregularidades del trayecto vascular - Aneurismas retiniano |
| Retinopatía esclero-hipertensiva                                                                                               | Hipertensión mantenida                                                    | - Trombosis venosa - Obstrucción arterial por fibrosis - Hemorragias aisladas e infartos - Atrofia retiniana y movilización de pigmento - Macroaneurismas Papiledema: Retinopatía esclero-hipertensiva malignizada.                                                                          |
| Sx. vascular hipertono-hipertensivo                                                                                            | Elevación intensa y rápida de la PAD con un aumento concordante de la PAS | - Arterias/Arteriolas estrechas y rectas - Signo de Guist. (Vénulas tortuosas) - Parénquima retiniano normal. |
| Retinopatía hipertono-hipertensiva                                                                                             | Elevación de la PAD muy intensa o brusca                                  | - Signos de cruce. - Vasoconstricción generalizada y envainamiento vascular - Edema retiniano difuso y estrella macular - Microaneurismas - Hemorragias retinianas superficiales y profundas - Exudados algodonosos y lipoideos. Papiledema: Retinopatía hipertono-hipertensiva malignizada. |
| Abreviaturas. Sx. = Síndrome. HTA = Hipertensión arterial. PAD = Presión arterial diastólica. PAS = Presión arterial sistólica |                                                                           | |

### Otras clasificaciones
Existen muchas otras clasificaciones, por ejemplo, la clasificación de Leishman (1957) que establece 7 subgrupos de cambios hipertensivos pero no ha tenido un uso muy difundido debido a que es confusa. La clasificación de Cogan que se basa solamente en el estrechamiento arteriolar (carente de base científica). Así mismo la retinopatía hipertensiva puede clasificarse de acuerdo a su duración en retinopatía hipertensiva aguda y retinopatía hipertensiva crónica. La retinopatía hipertensiva aguda se caracteriza por disminución de la agudeza visual, la que puede ser desde visión borrosa (lo más frecuente) hasta la ceguera. Esta disminución de agudeza visual es transitoria y se normaliza al restablecerse los valores normales de presión arterial.

## Epidemiología
La hipertensión arterial es una enfermedad cuya incidencia en los países desarrollados llega a alcanzar el 30%. Este proceso provoca una serie de cambios característicos en los vasos retinianos. La prevalencia de retinopatía en pacientes hipertensos, una vez excluidas otras causas como diabetes, oscila entre el 7,8 y 11% En un estudio realizado a pacientes hipertensos de entre 15 y 50 años se halló que el 85,3 % de los casos presentó alteraciones en la fundoscopia, la más frecuente fue el aumento del reflejo luminoso arteriolar y se detectó la retinopatía hipertensiva grado II, en el 46,3 % de los casos. En otro estudio se encontró que la retinopatía hipertensiva se encuentra entre las principales causas de ceguera con una prevalencia de 20 por cada 100,000 habs. y un último estudio encontró un predominio del sexo femenino (62.1%), con una mayor incidencia en los mayores de 60 años(56,9%).
Respecto a la distribución de los tipos de retinopatía, un estudio en pacientes con diversos grados de hipertensión encontró que la retinopatía hipertensiva grado I se presentó en el 27.6% de los casos y la retinopatía grado II o más se encontró en el 18.1%, el resto (54.3%) presentaban fundoscopía normal

## Etiología
La importancia de esta afectación está en relación con varias circunstancias. En primer lugar, esta extensión de la patología sistémica al globo ocular puede provocar síntomas visuales que como tales requerirán el correspondiente tratamiento. La causa principal de esta patología es la presencia de hipertensión. Un estudio mostró que de 100 pacientes con daño a órganos diana predominó la cardiopatía hipertensiva con 47 casos (36,15%), seguido de la retinopatía con 43 (33,07%), las enfermedades vasculares encefálicas con 18 enfermos (13,84%), la neuropatía hipertensiva con 14 (10,76%) y finalmente la vasculopatía periférica con 8 (6,15%).
La eclampsia/preeclampsia es un factor de riesgo importante para padecer retinopatía hipertensiva aguda (maligna), pero también es causada por feocromocitoma o hipertensión maligna. La retinopatía hipertensiva crónica, se observa en pacientes con hipertensión de larga data y no presentan disminución de la agudeza visual. Sin embargo, esta puede comprometerse por mecanismos indirectos.

## Patogenia
Microscópicamente, los cambios tempranos de la hipertensión muestran la esclerosis y engrosamiento de las paredes de las arteriolas, con estrechamiento de la luz. Estos hallazgos se vuelven más notorios con hipertensión sistémica de larga evolución. En la hipertensión maligna, las arteriolas son igualmente gruesas, pero se produce necrosis y depósito fibrinoide en la pared del vaso.

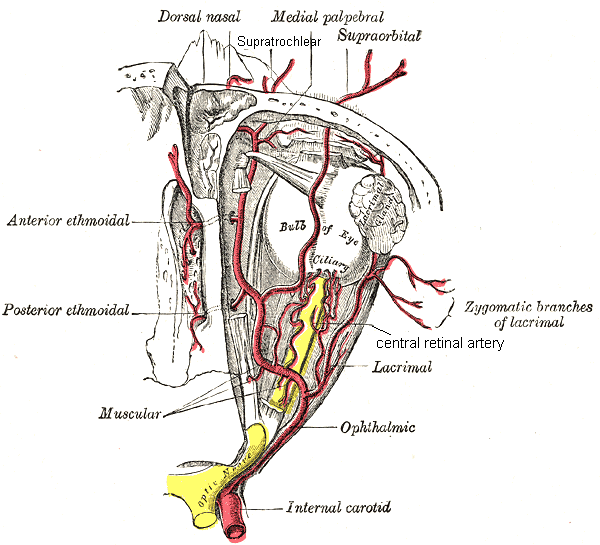
Arteria oftálmica con sus ramas. La arteria central de la retina es visible en el centro.

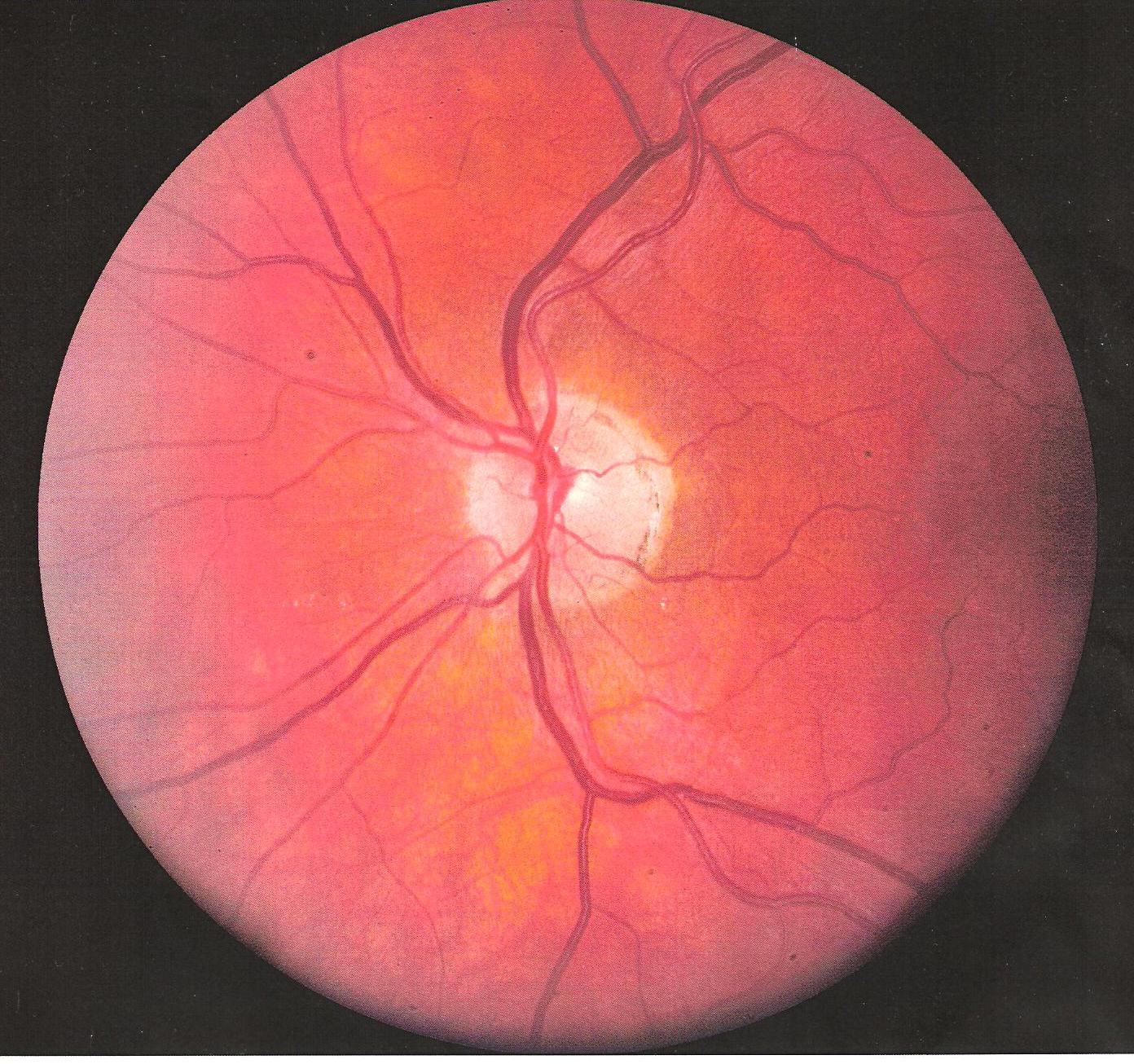
Vasos oculares

La retina es de los primeros órganos en sufrir daños secundarios a la hipertensión (tanto esencial como secundaria). Cuando la arteria central de la retina pasa a través de la lámina cribosa el grosor de la pared disminuye y se pierde la lámina elástica interna y la capa muscular media se hace incompleta. Las ramas de la arteria retiniana en el ojo son, por tanto, grandes arteriolas. Las arteriolas retinianas autorregulan su flujo sanguíneo y reaccionan con una vasoconstricción generalizada ante un aumento de la presión arterial que no es un arco reflejo, ya que las arteriolas retinianas carecen de inervación simpática. Se debe a una respuesta automática y propia de las células musculares lisas de la pared arteriolar. Esta vasoconstricción permite mantener la presión de perfusión sanguínea dentro de los límites normales frente a un estímulo hipertensivo, para hacer frente a elevaciones tensionales sanguíneas transitorias y discretas, y evitar el daño de la pared vascular y del tejido retiniano circundante. En el paciente hipertenso, este mecanismo tiene que funcionar de modo constante y causa cambios en la pared de arteriolar como la hiperplasia de la túnica media, haciendo que esta arteriola se contraiga con más fuerza ante un menor estímulo.
En la hipertensión crónica se produce esclerosis arteriolar por el efecto mantenido de la presión sanguínea aumentada sobre las paredes vasculares. En los ancianos existe una alteración arteriosclerótica de los vasos, que hace que la capa media muscular se sustituya por material hialino, que reacciona pobremente ante los estímulos opresivos. La autorregulación fracasa rápidamente, y aparecen alteraciones, como la necrosis fibrinoide de la pared. La esclerosis arteriolar no sólo se debe a la hipertensión, también puede deberse a la edad. Se genera un estrechamiento generalizado o localizado.
En la arterioloesclerosis retiniana, el engrosamiento de la pared arteriolar cambia la percepción oftalmoscópica de la sangre circulante: los vasos pueden parecer estrechados y el color de la columna sanguínea puede cambiar a color cobre o plateado según del grado de engrosamiento vascular. Las arteriolas y las vénulas comparten la misma vaina adventicia. Por eso, en la arterioesclerosis retiniana avanzada, la arteriola puede comprimir la vénula en el punto de cruce de ambos vasos. La estasis venosa distal al cruce arteriovenoso puede precipitar oclusiones de las ramas venosas retinianas.
En la hipertensión maligna pueden dañarse los vasos de la retina y la coroides. La lesión de los vasos coroideos puede producir infartos coroideos focales, que se ven clínicamente como manchas de Elschnig.
La hipertensión produce la dilatación de las arteriolas precapilares y produce la separación de las uniones de las células endoteliales y por tanto una disrupción focal de la barrera hematorretiniana, lo que genera un incremento de la permeabilidad a las macromoléculas plasmáticas y trasudados periarteriolares focales, que es la lesión más precoz. La lesión de la capa coroidocapilar de los vasos coroideos puede, a su vez, dañar el epitelio pigmentario retinal que la cubre y permitir que se acumule exudado en el espacio potencial entre la retina neurosensorial y el epitelio pigmentario, produciendo así un desprendimiento de retina. El exudado arteriolar habitualmente se acumula en la capa plexiforme externa de la retina. La disposición radial de exudados en la mácula genera una estrella macular.
Las manchas isquémicas retinianas profundas (infiltrados algodonosos), se deben a isquemia focal aguda de la retina profunda por oclusión de las arteriolas terminales. Esta oclusión produce infartos de la capa de fibras nerviosas de la retina formada por axones de la capa de células ganglionares retinianas. El transporte axoplásmico en la capa de fibras nerviosas se interrumpe en el punto de lesión axonal, y la acumulación de mitocondrias en los extremos edematosos de los axones dañados crea los cuerpos citoides, una acumulación de los mismos forma los focos blandos algodonosos.

## Anatomía patológica

### Cruces Arteriovenosos patológicos
En la HTA crónica produce esclerosis arteriolar por el efecto mantenido de la presión sanguínea aumentada sobre la pared del vaso. En dos terceras partes de los cruces arteriovenosos la arteriola pasa por encima de la vénula. En los cruces arteriovenosos normales la adventicia arteriolar y venular son comunes, es decir, la misma adventicia que envuelve a la arteriola, es la que continúa envolviendo a la vénula en el punto del cruce. Esto determina que al producirse un cruce arteriovenoso, la adventicia arteriolar arrastra a la venular produciendo un angostamiento de la vénula en el cruce. Mientras la arteriola, con una pared vascular mayor, resiste, la vénula con unas paredes vasculares más débiles, se deforma y sufre un estrechamiento de su luz. Este estrechamiento de la luz venular va a provocar una alteración vascular con dificultad del retorno venoso a nivel del cruce.
| Grado               | Alteraciones                                                                                                   |
| ------------------- | --- |
| Grado I             | Ocultamiento de la vena por la arteria.                                                                        |
| Grado II            | Compresión de la vena en el parénquima retiniano, con falta de la columna sanguínea antes y después del cruce. |
| Grado III           | Compresión de la vena con dilatación del extremo distal venoso.                                                |
| Grado IV            | Presencia de exudados y hemorragias en el cruce. (Pretrombosis)                                                |
| * av: arteriovenoso | |

El signo de Gunn es una disminución focal del diámetro venular (Disminución de la columna sanguínea a nivel del cruce con estasis vascular distalmente al mismo.) este signo observa la deformación del calibre venular en el cruce y, por ende, la dificultad circulatoria en este lugar. Este angostamiento puede ser de magnitudes variables según lo avanzado de la arterioloesclerosis Puede ir desde estrechamiento leve a una interrupción de la columna de sangre.(ver tabla).
| Grado   | Alteraciones                                                             |
| ------- | ------------------------------------------------------------------------ |
| Grado 1 | Ligera desviación del segmento venoso haciéndose algo más perpendicular. |
| Grado 2 | El segmento venoso se hace perpendicular.                                |
| Grado 3 | Hay una inversión de la dirección venosa adoptando una forma en z.       |

El Signo de Salus valora la variación del trayecto venoso a nivel del cruce que va cambiando de un ángulo agudo normal para hacerse más perpendicular e incluso invertir la dirección de cruce. Muestra un aspecto de U si el cruce es perpendicular y de S, si es oblicuo. (ver tabla) Otros signos de uso menos difundido son el Fenómeno de cruzamiento inverso donde la vena cruza sobre la arteria, y además presenta una serie de anomalías como la formación de un arco, el estrechamiento localizado y la opacidad en el entrecruzamiento y el Signo paralelo de Gunn donde la vena se estrecha en el momento de iniciar un recorrido paralelo al de la arteria, sin llegar a cruzarse con ella.

### Disminución generalizada del calibre arteriolar
| Grado         | Descripción | Relación A/V        |
| ------------- | ----------- | ------------------- |
| Normal        | -           | 3/4 a 2/3           |
| I. Ligero     | +           | 2/3 - 1/2           |
| II. Moderado  | ++          | 1/2 - 1/3           |
| III. Intenso  | +++         | < 1/3               |
| IV. Muy grave | ++++        | Arterias Filiformes |

El grosor de la arteriola normalmente lo determinamos con respecto a su relación con el calibre de la vénula que lo acompaña, o relación arteriovenosa. Esta relación normalmente es de 3/4 a 2/3, y su alteración se divide en 4 grados (ver tabla). Al explorar este signo hay que tener en cuenta las siguientes consideraciones.
- Existen variaciones fisiológicas del calibre arteriolar.
- En algunas enfermedades no relacionas con la HTA, como miopía magna, la degeneración pigmentaria de la retina u otras afecciones vasculares coroideas, se puede producir una constricción vascular generalizada.
- Las ramas nasales de las arteriolas retinianas son anatómicamente más estrechas que las ramas de las arterias temporales.
- La existencia de un cierto grado de dilatación venosa puede dar falsos positivos.
- Los errores refractivos del paciente también pueden afectar el examen ofreciendo falsos positivos.

### Disminución focal del calibre arteriolar
| Tipo    | Descripción | Relación  |
| ------- | ----------- | --------- |
| Ausente | -           | Normal    |
| Ligero  | +           | 1/4 - 1/2 |
| Intenso | ++          | < 1/3     |

Durante la HTA moderada se observan vasoconstricciones focales a lo largo del trayecto vascular retiniano. Estos estrechamientos focales se deben a que en las zonas de arteria no esclerosada se produce un angiospasmo, dando lugar a un estrechamiento localizada, lo cual no puede acontecer en las ya alteradas por el proceso escleroso, que no se contraen. La valoración de la constricción sectorial se basa en la comparación de la anchura de la arteriola en la zona afectada y la zona adyacente normal y clasifica en ausente, ligero e intenso.

### Irregularidades del trayecto vascular
En el paciente normal, puede observarse una ligera tortuosidad en los vasos y se describen de forma serpenteante. En el paciente hipertenso, esta tortuosidad puede aumentar o disminuir, secundario a la esclerosis vascular y se acompaña del estrechamiento o irregularidad de la columna sanguínea. al valorar este signo debe tenerse en cuenta:
- Las ramas periféricas y nasales (cercanas a la nariz) de las arteriolas son fisiológicamente menos tortuosas que las temporales (lejanas de la nariz).
- Pueden existir variaciones congénitas de la tortuosidad vascular.
- La tortuosidad de las vénulas puede aumentar en casos de fallo cardíaco o de hipotensión, sin necesidad de que exista un proceso hipertensivo.
- Las ramas periféric
- Aunque la mayor tortuosidad de las grandes arteriolas retinianas es un signo de esclerosis arteriolar, también se pueden observar con frecuencia en enfermos jóvenes en la fase precoz de la hipertensión

Otras irregularidades en el trayecto vascular son el signo de guist o tortuosidad venosa perimacular. Las vénulas perimaculares aparecen muy tortuosas; y el signo de Bonnet en el que las bifurcaciones arteriales adopten una morfología característica en letra omega o en ángulo recto.

### Alteraciones del reflejo vascular
El reflejo normal de los vasos retinianos muestra una estría luminosa en el centro del mismo y tiene su origen en la reflexión de la luz entre la interfase de la pared vascular y la columna de sangre que contiene. Dicho reflejo es aproximadamente 1/3 del calibre de la arteriola. Existen dos alteraciones definidas de este reflejo:
- Arteriola en hilo de cobre: Se observa en las fases iniciales de la enfermedad. Hay un engrosamiento de la pared vascular por fibrosis, hialinización y estrechamiento de la luz vascular con lo que el reflejo vascular es más ancho y de aspecto metálico-cobrizo.
- Arteriola en hilo de plata: Se observa en la HTA de larga evolución en la que la fibrosis, la hialinización y la arterioesclerosis impiden la visualización de la columna sanguínea por lo que la pared del vaso refleja la mayor parte de la luz dando un reflejo brillante y blanquecino.

### Aneurismas retinianos
Se dividen en microaneurismas y macroaneurismas. Los microaneurismas se encuentran diseminados por toda la retina con una preferencia por las zonas de bifurcación donde aparecen como una dilatación sacular generalmente trombosada, Pueden detectarse por angiografía fluoresceínica. Losmacroaneurismas se observan en las arteriolas en los tres primeros órdenes del árbol arterial. Suelen ser unilaterales en un 90 % de los casos, aparecen en pacientes de edad avanzada. Suelen ser asintomáticos aunque pueden producir hemorragias, exudación con edema retiniano o exudados duros.

### Hemorragias
Las hemorragias a nivel retiniano se producen como consecuencia de las lesiones de las paredes vasculares y el aumento de la presión intravascular e hidrostática. Son una alteración tardía y poco frecuente. Se clasifican en hemorragias retinianas, hemorragias coroideas, hemorragias prerretinianas (retrohialoideas) y hemorragias vítreas.
Las hemorragias retinianas adoptan las siguientes formas:
- Hemorragia en astilla: Generalmente se sitúan en la capa de las fibras nerviosas y en la distribución de los capilares radiales peripapilares
- Hemorragias puntiformes: (en forma de punto) se producen a nivel profundo en las capas nucleares interna y externa y capa plexiforme.
- Hemorragias en mancha: en el mismo lugar, pero de tamaño mayor

Las hemorragias coroideas son profundas y de color rojo oscuro. Es importante señalar que cuando existen lesiones a nivel coroideo (coroidopatía hipertensiva) estamos ante un caso avanzado o maligno de la HTA que suele asociar insuficiencia renal.
Las hemorragias preretinianas son densas, obscuras y se localizan bajo de la membrana limitante interna o el espacio retrohialoideo. Suelen ser difíciles de observar
Las hemorragias vítreas Son hemorragias retinianas o retrohialoideas que atraviesan la hialodes posterior e invade el vítreo pudiendo adoptar diferentes formas.

### Exudados
Depósitos lipídicos retinianos (exudados duros). Son depósitos intrarretinianos de lípidos y proteínas, de color amarillo o blanquecinos, brillantes y bordes circulares bien definidos. Cuando se encuentran en la zona de la mácula adoptan forma de estrella (estrella macular) que es un signo de disminución de la agudeza visual, aunque pueden adquirir múltiples formas y localizarse en otras zonas de la retina. Aparecen como consecuencia de un aumento de permeabilidad vascular por isquemia prolongada o bien tras reabsorción de edemas o hemorragias retinianas como en el caso de las trombosis.
Manchas isquémicas retinianas profundas (Infiltrados algodonosos o exudados blandos) Son manchas blanquecinas, difusas, de bordes mal definidos y de un diámetro similar a la papila. Están principalmente en la capa nerviosa de la retina, generalmente en el polo posterior, básicamente en la distribución de los capilares retinales radiales peripapilares. Suelen asociarse a microaneurismas y son un signo de entrada en la fase avanzada de la hipertensión o malignización de la misma. Su aparición también ha de alertar por el alto riesgo de fallo multiorgánico como renal y/o cardíaco.

### Edema de papila
La imagen característica del edema de papila es la presencia de una papila sobreelevada, con bordes poco definidos y sin excavación fisiológica. En estadios más avanzados se aprecia una congestión vascular de predominio venoso y también la aparición de hemorragias en astilla peripapilares. Se relaciona con dos estadios diferentes:
- Consecuencia de hipertensión endocraneal por encefalopatía hipertensiva.[24]
- Existencia de un componente isquémico debido a la oclusión de las arteriolas en la papila. Las arteriolas que irrigan la porción prelaminar y retrolaminar de la papila sufren los mismos procesos de necrosis fibrinoide e isquemia que las arteriolas coroideas y, por tanto, se produce hinchazón hidrópica de las fibras del nervio óptico e interrupción del flujo axoplásmico.

## Cuadro clínico
| - Coriorretinopatía serosa central bullosa *bilateral - Obstrucción de la vena central de la retina bilateral - Colagenopatías vasculares - Retinopatía diabética (papilopatía diabética)           |
| * Bullosa significa ampolla |
| Diagnósticos diferenciales para retinopatía hipertensiva crónica |
| - Retinopatía diabética - Obstrucción venosa retiniana - Síndromes de hiperviscosidad - Tortuosidad arterial retina congénita hereditaria - Síndrome de isquemia ocular - Retinopatía por radiación |

En la retinopatía hipertensiva aguda el aspecto más común en la fundoscopía es una Vasoconstricción Generalizada.
En casos más graves se pueden apreciar:
- Hemorragias Retinales
- Manchas Algodonosas
- Estrella Macular
- Manchas de Elschnig
- Edema de Papila.
- Desprendimientos de Retina Serosos (Con mucha menor frecuencia)

Los pacientes con retinopatía hipertensiva suelen ser asintomáticos (ya que la hipertensión también suele ser asintomática). Los hallazgos más característicos en la fundoscopía son:
- Vasoconstricción difusa
- Aumento del brillo arteriolar
- Cruces AV patológicos (hallazgo de alta especificidad)
- Microaneurismas
- Macroaneurismas.

En casos más graves pueden apreciarse:
- Manchas algodonosas
- Edema de retina
- Hemorragias retinales
- Estrella macular
- Manchas de Elschnig
- Edema de papila.

## Diagnóstico
| Signo                         | HTN Controlada | HTN No Controlada | HTN No tratada |
| ----------------------------- | -------------- | ----------------- | -------------- |
| Vasoconstricción generalizada | 1.5            | 2.1               | 2.1            |
| Vasoconstricción focal        | 1.3            | 2.2               | 2.5            |
| Cruces arteriovenosos         | 1.3            | 2.3               | 1.9            |
| Unidades: OR                  |                |                   |                |

La retina es el único lugar del organismo donde es posible observar los vasos sanguíneos y acceder tanto a la microcirculación como a las repercusiones parenquimatosas de la hipertensión arterial (HTA) que resultarán extrapolables a otros órganos como los riñones, el cerebro o el corazón mediante el uso del oftalmoscópio, una técnica no invasiva.
La detección de la retinopatía hipertensiva mediante el uso del oftalmoscópio forma parte de varios protocolos y recomendaciones para la evaluación de personas con hipertensión. La observación de la retina otorga una información valiosa sobre las alteraciones producidas en ella durante el paso del tiempo. El estudio de la retina orienta sobre el estado más o menos comprometido que pueda existir en el sistema nervioso central. La retinopatía hipertensiva permite establecer o ratificar un diagnóstico y plantear pronóstico.
La retinopatía hipertensiva puede ser secundaria a hipertensión esencial, hipertensión secundaria o hipertensión maligna. Entre las posibles causas de hipertensión secundaria e hipertensión maligna se incluyen la enfermedad renal, como la poliquistosis renal o estenosis renovascular, sobredosis, feocromocitoma, y el embarazo. En raras ocasiones, la hipertensión esencial no tratada puede conducir a una crisis hipertensiva aguda. La retinopatía hipertensiva es un diagnóstico clínico cuando los hallazgos del fondo de ojo se visualizan mediante una biomicroscopía con lámpara de hendidura en un paciente con hipertensión arterial sistémica. La angiografía con fluoresceína puede ser utilizada, pero no es crucial en el diagnóstico. Hallazgos angiográficos como se describió anteriormente son más frecuentes en la hipertensión maligna. La medición de la presión arterial sistémica es necesario descartar otras causas, con cuadros clínicos similares.
| Evolución   | Alteraciones en la pared vascular |
| ----------- | --------------------------------- |
| Hasta 1 año | 6.1 %                             |
| 1 - 5 años  | 14.0 %                            |
| 6 - 10 años | 11.4 %                            |
| > 10 años   | 22.8 %                            |

El aspecto del fondo de ojo en la hipertensión se relaciona directamente con el estado de las arterias de la retina y la tasa de aumento y el grado de la presión arterial sistémica. La edad de la paciente puede complicar la interpretación de los cambios clínicos del fondo de ojo. Aunque la esclerosis arteriolar indica la presencia de la enfermedad de manera crónica no suele ser específica, ya que se presenta también en sujetos sanos.

### Estudios de laboratorio y gabinete
- Oftalmoscopía/Fundoscopía: El examen oftalmoscópico es un método que puede aportar importantes datos sobre el estado y la evolución del proceso hipertensivo, así como su pronóstico evolutivo. La transparencia de los medios oculares permite un examen detallado de las alteraciones vasculares que nos orientará acerca de la repercusión sistémica de los procesos hipertensivos y/o arterioscleróticos. Para ello, tan sólo se requiere el análisis detallado de los posibles cambios que la HTA provoca en el árbol vascular y en el parénquima retiniano.[24]
- Biomicroscopía/lámpara en hendidura: El biomicroscópio es un instrumento muy versátil en la práctica clínica. Tiene un amplio rango de magnificación y su sistema de iluminación variable. Debido a sus ilimitados ángulos de observación es un instrumento indispensable para la observación de las estructuras oculares[31]

## Tratamiento
El tratamiento de la retinopatía hipertensiva maligna, coroidopatía, y la neuropatía óptica consiste en bajar la presión arterial de forma controlada a un nivel que reduzca al mínimo el daño de órganos diana. El nivel real de la presión arterial es menos importante en la medición de la urgencia de la situación que en el curso al daño de órgano. Esto permite la tolerancia de la presión arterial alta y disminuir la presión arterial por debajo del rango normativo puede impedir el flujo sanguíneo adecuado a órganos vitales. La presión arterial se debe reducir de manera lenta, forma deliberada y controlada para evitar que al final daño de órgano. Un control demasiado rápido puede conducir a isquemia de la cabeza del nervio óptico, el cerebro y otros órganos vitales, lo que resulta en daño permanente. Los medicamentos utilizados para tratar las emergencias hipertensivas incluyen nitroprusiato, nitroglicerina, antagonistas del calcio, betabloqueantes, e inhibidores de la enzima convertidora de angiotensina. El tratamiento debe iniciarse en un entorno controlado, supervisado bajo el auspicio de un médico experto en el uso de medicamentos antihipertensivos.

## Pronóstico
Por sí mismo, retinopatía hipertensiva crónica rara vez, se traduce en una pérdida significativa de visión. Con tratamiento las lesiones retinianas son reversibles y con frecuencia la visión vuelve a la normalidad, pero el estrechamiento arteriolar y muescas arteriovenosas suelen ser permanentes. La hipertensión maligna no tratada tiene muy mal pronóstico. La supervivencia al año con retinopatía grado III es del 65% y con grado IV del 21%

## Profilaxis
Entre las medidas más importantes para evitar el desarrollo de esta (y otras) complicación hipertensiva es el uso de un programa para el control de la hipertensión. Entre más se apegue un paciente al tratamiento, menos probabilidades tiene de sufrir la enfermedad. El efecto rebote por la suspensión del tratamiento hipertensivo puede provocar una crisis hipertensiva lo cual tiene repercusiones importantes en el desarrollo de esta enfermedad.